# Vincent Kennedy
Vincent John Kennedy (Dublin, 1962) is een Ierse componist, dirigent en trompettist.

## Levensloop
Kennedy studeerde muziek aan de Christian Brothers School (CBS) Westland Row in Dublin. Vervolgens studeerde hij trompet aan de Royal Irish Academy of Music en aan het DIT Conservatory of Music and Drama in Dublin. Hij won verschillende prijzen ("Féis Ceóil trompet competitie", "Radio Telifis Éireann (Radio and Television of Ireland - RTÉ) Music Prize", "IAYO Award") en was trompettist bij diverse orkesten, zoals het National Youth Symphony Of Ireland, Irish Youth Symphonic Wind Ensemble, de CBS Westland Row Concert Band en het RTÉ National Symphony Orchestra of Ireland.
Kennedy werd benoemd tot Ere-Master of Humanities door het St. Patrick's College Drumcondra in Dublin.
Als dirigent is hij verbonden aan de Rathfarnham Concert Band Society en eveneens dirigent bij het Donegal Youth Orchestra. In 2005 en 2008 heeft hij concerten met eigen werken in de National Concert Hall gedirigeerd. In april 2008 debuteerde hij als dirigent in de Verenigde Staten met eigen werken in San Francisco en in Walnut Creek.
Als componist schreef hij werken voor orkest, harmonieorkest, brassband, muziektheater, vocale muziek en kamermuziek. Zijn What’s a heaven for? werd in 2007 tijdens de conferentie van de World Association for Symphonic Bands and Ensembles (WASBE) in Killarney uitgevoerd. Kennedy is lid van de Association of Irish Composers, Irish Film and Television Academy (IFTA) en van Irish Computer Society. 

## Composities

### Werken voor orkest
- 2002: - The Game, voor orkest
- 2003: - Little Suite, voor klein orkest
- 2003: - Poly takes a walk thru’ the keys, voor orkest
- 2005: - Baginbun - 1170 AD - Where Ireland was lost and won, voor orkest
- 2007: - The Winds of Change, voor orkest
- 2009: - Dreams, voor viool en orkest
- 2009; rev.2011: - Dublin – Overture to My City, voor orkest
- 2014: - Where the North Wind Blows, versie voor orkest

### Werken voor harmonieorkest of brassband
- 1990: - Estote Fidelis
- 1992; rev.1998: - Roman Days
- 1997: - Soliloquy and March in Memory of Micheál O’Hehir
- 2003: - ...in a yellow wood
- 2005: - The Hook - A place and a people, voor brassband en harmonieorkest
- 2005: - Serendipity
- 2006: - What’s a heaven for?
- 2007: - Elegy for a Friend
- 2008: - Fanfare and Anthem
- 2011: - Where the North Wind Blows, voor Lambeg Drum, Bodhrán, 2 brassbands, doedelzak/Pipe band, hout- en koperblazersensemble en slagwerk
- - In a Yellow Wood

### Muziektheater

#### Musical
- 2011: - The Heart of Truth[3] - libretto/teksten: Gwen Brennan, Declan O'Brien en de componist - première: 8 maart 2012, Gorey Educate Together National School, Gorey, Co. Wexford.

#### Toneelmuziek
- 1984: - Death of a Salesman, toneelmuziek voor het drama van Arthur Miller
- 2012: - The Happy Prince, voor spreker, gemengd koor en orkest - tekst: Little John Nee, gebaseerd op het verhaal van Oscar Wilde

### Vocale muziek

#### Cantates
- 2011: - Kilcormac Cantata, cantate voor solisten, kinderkoor, gemengd koor en instrumentaal ensemble

#### Werken voor koor
- 1996: - Psalm 23 - The Lord is My Shepherd, voor sopraan, gemengd koor, dwarsfluit en orgel
- 1997-1998: - I see his blood upon the rose, voor vrouwen- of kinderkoor
- 2007: - Friendship, voor vijfstemmig gemengd koor (SSATB)
- 2008: - Hymn to St. Agatha, voor gemengd koor, trompet en orgel

#### Liederen
- 1989: - I Will Walk with You, voor zangstem en orgel - tekst: Paulus, geadapteerd door de componist
- 2001: - Let me not, voor sopraan en orgel - tekst: William Shakespeare

### Kamermuziek
- 1984: - Interlude, voor trompet (solo), 2 trompetten, 3 trombones, 4 hoorns en tuba
- 1997: - Episodes in the Life of Johnny Three Legs the Hero, voor dwarsfluit, klarinet, viool en slagwerk
- 1999: - Four Movements for Brass, voor 3 trompetten, hoorn en trombone
- 1999: - Trio, voor klarinet, fagot en hoorn
- 2002: - Suite, voor hobo, cello en harp
- 2002: - Sonate, voor hoorn en piano
- 2003: - Awakenings, voor klarinet, viool en cello
- 2004: - Tommy Donnybrook, voor trompet, tuba, slagwerk (drumstel, xylofoon, glockenspiel) en viool
- 2004: - The Great Leveller, voor dwarsfluit, klarinet en slagwerk

### Werken voor harp
- 2012-2013: - The Chronicles of Meath, voor 6 Ierse harpen

### Werken voor slagwerk
- 2000: - White light on the tips of the clouds, voor xylofoon en glockenspiel